# Lancaster
Lancaster este un oraș și un district ne-metropolitan în comitatul Lancashire, regiunea North West, Anglia. Districtul are o populație de 133.914 locuitori, din care 45.952 locuiesc în orașul propriu zis, Lancaster. 
Orașul este situat pe râul Lune și este reședința tradițională a comitatului Lancashire, acesta fiind numit după orașul Lancaster. Reședința actuală este orașul Preston.
Lancaster are o relație specială cu monarhia britanică, fiind numele purtat de una dintre cele două case nobiliare ale familiei regale engleze ce s-au înfruntat în Războiul celor Două Roze. Ducatul Lancaster este unul dintre cele două ducate regale din Anglia, ducat care este proprietatea personală a monarhului, unul dintre titlurile reginei Elisabeta a II-a a Regatului Unit fiind acela de Duce de Lancaster.

## Orașe din district
- Carnforth
- Lancaster
- Morecambe

## Personalități născute aici
- Edward Frankland (1825 - 1899), chimist.